# Nadia Mochnatska
Nadia Ihorvina Mochnatska (Oekraïens: Надія Ігорівна Мохнацька) (Ivano-Frankivsk, 18 juli 1995) is een Oekraïense freestyleskiester. Ze vertegenwoordigde haar vaderland op de Olympische Winterspelen 2014 in Sotsji.

## Carrière
Bij haar wereldbekerdebuut, in januari 2013 in Lake Placid, scoorde Mochnatska direct wereldbekerpunten. In februari 2013 behaalde de Oekraïense in Boekovel haar eerste toptienklassering in een wereldbekerwedstrijd. Op de wereldkampioenschappen freestyleskiën 2013 in Voss eindigde ze als 21e op het onderdeel aerials. Tijdens de Olympische Winterspelen van 2014 in Sotsji eindigde Mochnatska als zeventiende op het onderdeel aerials. In Kreischberg nam de Oekraïense deel aan de wereldkampioenschappen freestyleskiën 2015. Op dit toernooi eindigde ze als negentiende op het onderdeel aerials.
Op 28 februari 2020 boekte ze in Almaty haar eerste wereldbekerzege.

## Resultaten

### Olympische Spelen
| Jaar | Plaats | Resultaten  |
| ---- | ------ | ----------- |
| 2014 | Sotsji | 17e Aerials |

### Wereldkampioenschappen
| Jaar | Plaats      | Resultaten  |
| ---- | ----------- | ----------- |
| 2013 | Voss        | 21e Aerials |
| 2015 | Kreischberg | 19e Aerials |

### Wereldbeker
Eindklasseringen
| Seizoen   | Algm | AE  |
| --------- | ---- | --- |
| 2012/2013 | 89e  | 20e |
| 2013/2014 | 135e | 28e |
| 2014/2015 | 81e  | 22e |
| 2015/2016 | 111e | 25e |
| 2019/2020 | 54e  | 11e |

Wereldbekerzeges
| Datum            | Plaats | Onderdeel |
| ---------------- | ------ | --------- |
| 28 februari 2020 | Almaty | Aerials   |